# Blue Lake, New South Wales
Blue Lake är en sjö i Australien. Den ligger i delstaten New South Wales, i den sydöstra delen av landet, omkring 390 kilometer sydväst om delstatshuvudstaden Sydney. 
Trakten runt Blue Lake består i huvudsak av gräsmarker. Runt Blue Lake är det mycket glesbefolkat, med 3 invånare per kvadratkilometer. Genomsnittlig årsnederbörd är 1 573 millimeter. Den regnigaste månaden är juni, med i genomsnitt 190 mm nederbörd, och den torraste är november, med 84 mm nederbörd.